# 拉斯穆斯·弗莱德伯格
拉斯穆斯·弗莱德伯格（Rasmus Fladberg，1992年1月30日—），丹麥男子羽毛球運動員。

## 主要比賽成績
只列出曾進入準決賽的國際賽事成績：
| 年份   | 賽事                       | 公開賽級別 | 項目     | 拍檔                 | 成績   |
| ------ | -------------------------- | ---------- | -------- | -------------------- | ------ |
| 2010年 | 世界青年羽毛球錦標賽       | 其他       | 男子雙打 | 金·阿斯特鲁普·索伦森 | 準決賽 |
| 2011年 | 愛沙尼亞羽毛球國際賽       | 國際系列賽 | 男子單打 | －                   | 準決賽 |
| 2011年 | 瑞典斯德哥爾摩羽毛球國際賽 | 國際挑戰賽 | 男子雙打 | 金·阿斯特鲁普·索伦森 | 冠軍   |
| 2011年 | 羅馬尼亞羽毛球國際賽       | 國際系列賽 | 男子單打 | －                   | 亞軍   |
| 2011年 | 克羅地亞羽毛球國際賽       | 國際系列賽 | 男子雙打 | 金·阿斯特鲁普·索伦森 | 冠軍   |
| 2011年 | 歐洲青年羽毛球錦標賽       | 其他       | 男子單打 | －                   | 亞軍   |
| 2011年 | 歐洲青年羽毛球錦標賽       | 其他       | 男子雙打 | 金·阿斯特鲁普·索伦森 | 準決賽 |
| 2011年 | 歐洲青年羽毛球錦標賽       | 其他       | 混合團體 | －                   | 準決賽 |
| 2011年 | 荷蘭羽毛球大獎賽           | 大獎賽     | 男子單打 | －                   | 準決賽 |
| 2011年 | 匈牙利羽毛球國際賽         | 國際系列賽 | 男子單打 | －                   | 冠軍   |
| 2012年 | 芬蘭羽毛球公開賽           | 國際挑戰賽 | 男子單打 | －                   | 準決賽 |
| 2013年 | 葡萄牙羽毛球國際賽         | 國際系列賽 | 男子單打 | －                   | 準決賽 |
| 2014年 | 愛沙尼亞羽毛球國際賽       | 國際系列賽 | 男子單打 | －                   | 冠軍   |
| 2014年 | 歐洲男子羽毛球團體錦標賽   | 其他       | 男子團體 | －                   | 冠軍   |
| 2014年 | 奧地利羽毛球國際挑戰賽     | 國際挑戰賽 | 男子單打 | －                   | 準決賽 |
| 2014年 | 波蘭羽毛球公開賽           | 國際挑戰賽 | 男子單打 | －                   | 亞軍   |
| 2014年 | 荷蘭羽毛球國際賽           | 國際系列賽 | 男子單打 | －                   | 冠軍   |
| 2014年 | 荷蘭羽毛球國際賽           | 國際系列賽 | 男子雙打 | 埃米尔·霍尔斯特      | 亞軍   |
| 2014年 | 西班牙羽毛球公開賽         | 國際挑戰賽 | 男子單打 | －                   | 亞軍   |
| 2014年 | 哈爾科夫羽毛球國際賽       | 國際挑戰賽 | 男子單打 | －                   | 冠軍   |
| 2014年 | 捷克羽毛球國際賽           | 國際挑戰賽 | 男子單打 | －                   | 準決賽 |
| 2014年 | 保加利亞羽毛球國際賽       | 國際挑戰賽 | 男子單打 | －                   | 準決賽 |
| 2015年 | 西班牙羽毛球國際賽         | 國際挑戰賽 | 男子單打 | －                   | 亞軍   |
| 2016年 | 奧爾良羽毛球國際挑戰賽     | 國際挑戰賽 | 男子單打 | －                   | 亞軍   |
| 2016年 | 比利時羽毛球國際賽         | 國際挑戰賽 | 男子雙打 | 弗雷德里克·科爾貝爾  | 亞軍   |
| 2016年 | 匈牙利羽毛球國際賽         | 國際系列賽 | 男子雙打 | 弗雷德里克·科爾貝爾  | 亞軍   |
| 2016年 | 美國羽毛球國際挑戰賽       | 國際挑戰賽 | 男子雙打 | 弗雷德里克·科爾貝爾  | 冠軍   |
| 2017年 | 奧地利羽毛球公開賽         | 國際挑戰賽 | 男子雙打 | 弗雷德里克·科爾貝爾  | 亞軍   |
| 2017年 | 西班牙羽毛球國際賽         | 國際挑戰賽 | 男子雙打 | 弗雷德里克·科爾貝爾  | 準決賽 |
| 2017年 | 比利時羽毛球國際賽         | 國際挑戰賽 | 男子雙打 | 弗雷德里克·科爾貝爾  | 冠軍   |
| 2017年 | 匈牙利羽毛球國際賽         | 國際挑戰賽 | 男子雙打 | 弗雷德里克·科爾貝爾  | 冠軍   |
| 2024年 | 加拿大羽毛球國際挑戰賽     | 國際挑戰賽 | 男子雙打 | 彼得·布里格斯        | 準決賽 |

| 2007-2017年 | 首要超級賽 | 超級賽 | 黃金大獎賽 | 大獎賽 | 國際挑戰賽 | 國際系列賽 | 未來系列賽 | 其他 |

| 2018-2026年 | 總決賽 | 超級1000賽 | 超級750賽 | 超級500賽 | 超級300賽 | 超級100賽 | 國際挑戰賽 | 國際系列賽 | 未來系列賽 | 其他 |